# Élections générales ontariennes de 1937

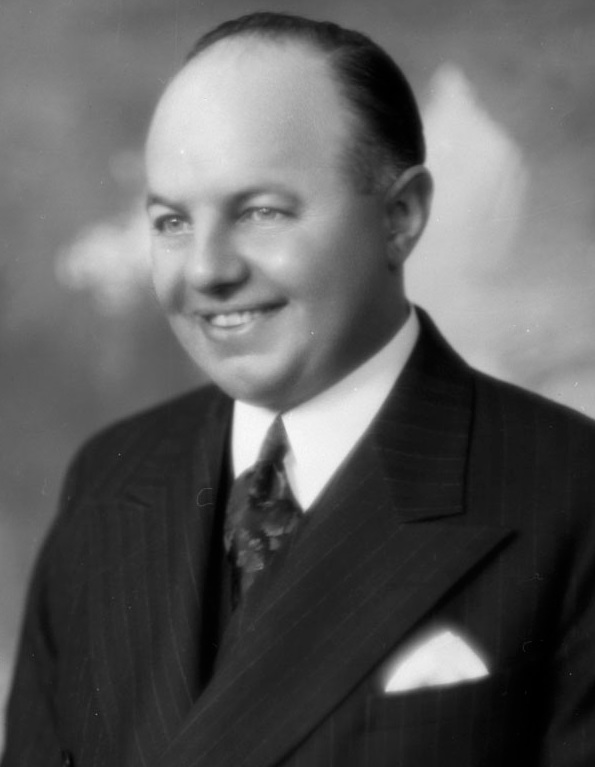
Mitchell Hepburn en 1937

L'élection générale ontarienne de 1937 se déroule le 6 octobre 1937 afin d'élire les 90 députés de la 20e législature à l'Assemblée législative de l'Ontario (Canada). Il s'agit de la 20e élection générale depuis la confédération canadienne de 1867.

## Résultats
| Parti libéral | Libéral-progressiste | Parti progressiste-conservateur | United Farmers | Libéral Indépendant |
| 95 sièges     | 2 sièges             | 16 sièges                       | 1 siège        | 1 siège             |
| ^             |                      |                                 |                |                     |
| majorité      |                      |                                 |                |                     |

| Parti | Parti                     | Chef              | Sièges | Sièges | Sièges  | Voix   | Voix   |
| ----- | ------------------------- | ----------------- | ------ | ------ | ------- | ------ | ------ |
| Parti | Parti                     | Chef              | 1934   | Élus   | % Diff. | %      | Diff   |
|       | Libéral                   | Mitchell Hepburn  | 65     | 63     | -3,1 %  | 51,6 % | +1,2 % |
|       | Libéral-progressiste      | Mitchell Hepburn  | 4      | 2      | -50,0 % | 51,6 % | +1,2 % |
|       | Progressiste-conservateur | William Earl Rowe | 17     | 23     | +35,3 % | 40,0 % | 0,2 %  |
|       | United Farmers            | Farquhar Oliver   | 1      | 1      | -       |        |        |
|       | CCF                       |                   | 1      | -      | -100 %  | 5,6 %  | -1,4 % |
|       | Libéral Indépendant       |                   | -      | 1      |         |        |        |
|       | Libéral-travailliste      |                   | 1      | -      | -       |        |        |
|       | Indépendant               |                   | 1      | -      |         |        |        |
| Total | Total                     | Total             | 90     | 90     | -       | 100 %  |        |

## Source
- (en) Cet article est partiellement ou en totalité issu de l’article de Wikipédia en anglais intitulé « Ontario general election, 1937 » (voir la liste des auteurs).